# Işıkvuran, Ovacık
Işıkvuran là một xã thuộc huyện Ovacık, tỉnh Tunceli, Thổ Nhĩ Kỳ. Dân số thời điểm năm 2010 là 10 người.